# Contea di West Arthur
La contea di West Arthur è una delle 43 local government areas che si trovano nella regione di Wheatbelt, in Australia Occidentale. Si estende su di una superficie di circa 2.850 chilometri quadrati ed ha una popolazione di 988 abitanti.